# Борозна (мозок)

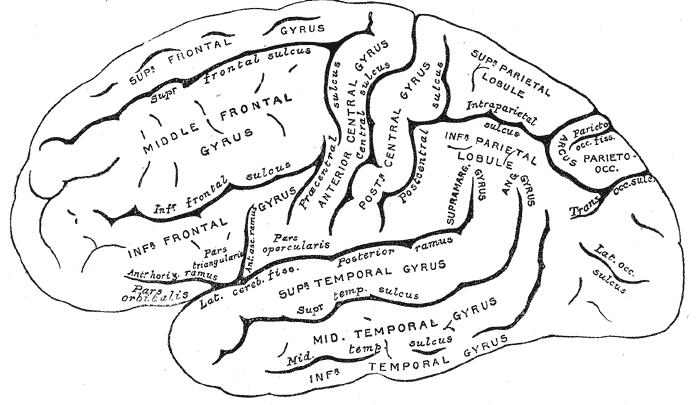
Анатомія Грея мал. 726 — латеральна поверхня лівої півкулі головного мозку, при погляді збоку.

Анатомія Грея мал. 726 — латеральна поверхня лівої півкулі головного мозку, при погляді збоку.

Об'ємне рухоме зображення. Повздовжна щілина fissura longitudinalis cerebri

Об'ємне рухоме зображення людського мозку, що ілюструє латеральні борозни

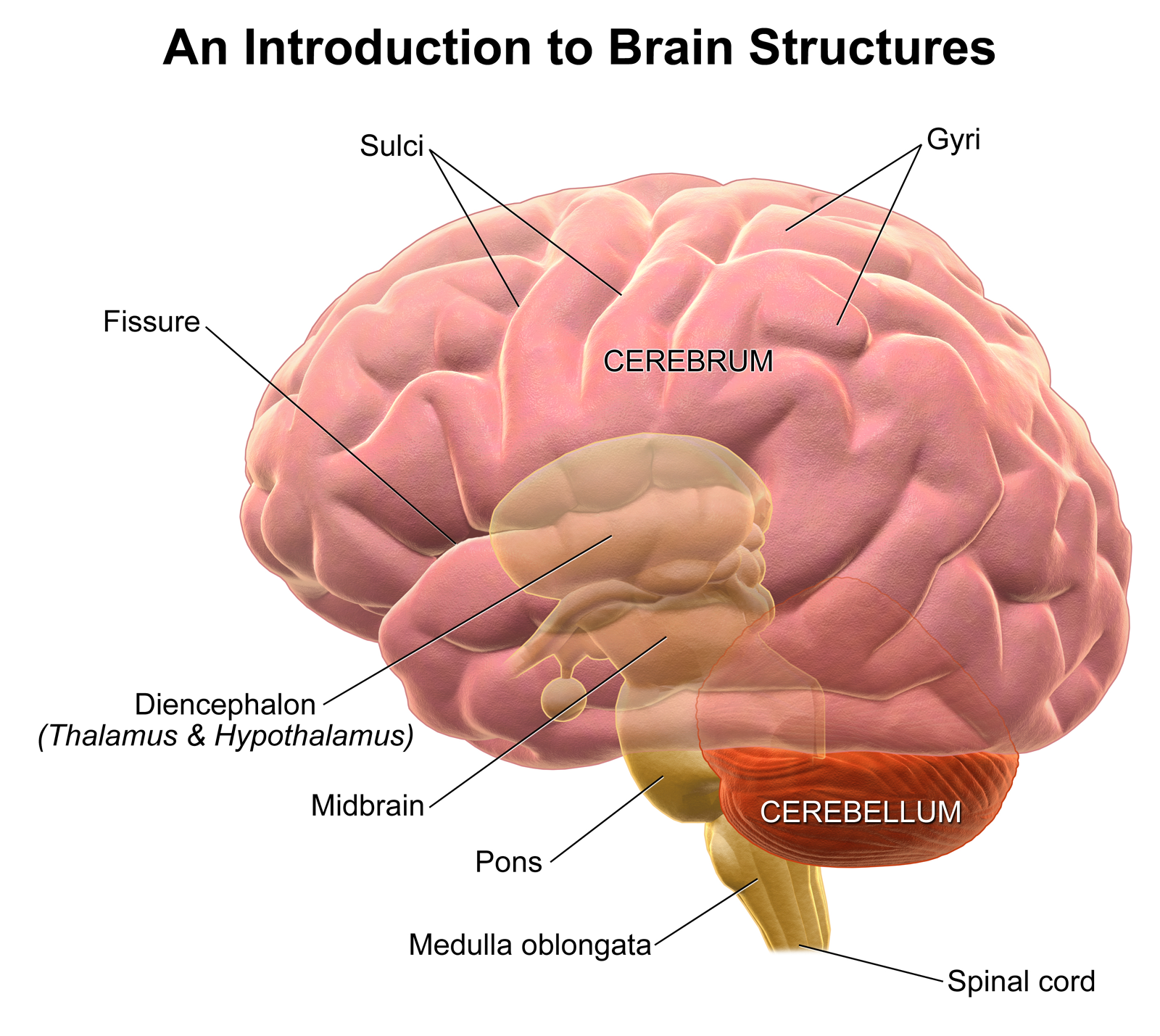
Ілюстрації із зображенням основних структур головного мозку, включно з борознами

Борозна́ головного мозку (лат. sulcus cerebri) — западина, паз або канавка в корі головного мозку.
Борозни оточують звивини (лат. gyri, однина gyrus), створюючи характерний складчастий вигляд мозку у людей та інших ссавців. Великі борозни також називають щілинами (fissurae).

## Структура
Борозни — одна з трьох структурних елементів кори головного мозку разом зі звивинами й щілинами. Разом ці три елементи створюють велику площу поверхні мозку людини та інших ссавців. При погляді на людський мозок, помітно, що дві третини поверхні приховані в пазах. Як борозни, так і щілини являють собою заглиблення в корі, але вони розрізняються за розміром. Борозна — це неглибокий паз, який оточує звивини, щілина — велика борозна, яка ділить мозок на частки, а також на дві півкулі як, наприклад, поздовжня щілина (fissura longitudinalis cerebri). Однак ця відмінність не завжди чітка. Наприклад, латеральна борозна (sulcus lateralis) також відома як «бічна щілина» (fissura lateralis) і як «Сільвієва борозна», «Сільвієва щілина» (sulcus Sylvii, fissura Sylvii), а центральна борозна (sulcus centralis) — як «центральна щілина» (fissura centralis) і як «Роландова борозна» (sulcus Rolandi).

### Важливість розширення площі поверхні
Це дуже важливо в умовах, коли розмір мозку обмежується внутрішнім розміром черепа. Збільшення поверхні кори головного мозку за допомогою системи звивин і борозен збільшує кількість клітин, які беруть участь у виконанні мозком таких функцій як пам'ять, увага, сприйняття, мислення, мова, свідомість.

### Розвиток
У людини мозкові звивини з'явиться приблизно в віці 5 місяців і потрібен принаймні, цілий рік після народження, для повного розвитку. Особливості розвитку кори в кожної людини досить варіабельні. А роль і механізми впливу генетичних і епігенетичних екологічних факторів на цей процес повністю не зрозумілі. було встановлено також, що розміри борозни змінюються (збільшуються) з віком

## Найбільш важливі борозни й щілини
- Поздовжня щілина (fissura longitudinalis cerebri)
- Шпорна борозна (sulcus calcarinus)
- Центральна борозна (sulcus centralis)
- Центральна борозна острівця (sulcus centralis insulae)
- Поясна борозна (sulcus cinguli)
- Циркулярна борозна острівця (sulcus circularis insulae)
- Колатеральна борозна (sulcus collateralis)
- Борозна гіпокампу (sulcus hippocampalis)
- Нижня лобова борозна (sulcus frontalis inferior)
- Нижня скронева борозна (sulcus temporalis inferior)
- Внутрішньотім'яна борозна (sulcus intraparietalis)
- Латеральна борозна (sulcus lateralis)
- Півмісяцева борозна (sulcus lunatus)
- Потилично–скронева борозна (sulcus occipitotemporalis)
- Нюхова борозна (sulcus olfactorius)
- Парацентральна борозна (sulcus paracentralis)
- Тім'яно-потилична борозна (sulcus parieto-occipitalis)
- Постцентральна борозна (sulcus postcentralis)
- Прецентральная борозна (sulcus precentralis)
- Носова борозна (sulcus phinalis)
- Підтім'яна борозна (sulcus subparietalis)
- Борозна мозолистого тіла (sulcus corpori callosi)
- Верхня лобова борозна (sulcus frontalis superior)
- Верхня скронева борозна (sulcus temporalis superior)
- Поперечна потилична борозна (sulcus occipitalis transversus)
- Поперечна скронева борозна (sulcus temporalis transversus)

## Дивись також
- Кора головного мозку
- Звивина